# Loose Ends (groupe)
Loose Ends (aussi connu sous le nom Loose End) est un groupe britannique de RnB contemporain. Le trio se forme aux alentours de 1981 à Londres, avec au chant, à la basse et à la guitare Carl McIntosh, Jane Eugene au chant et Steve Nichol au clavier électronique et à la trompette,. Après que le groupe a rencontré le succès dans les années 1980 et 1990, Nichol et Eugene le quittent en 1989. En 1990, ils sont remplacés par Linda Carriere et Sunay Suleyman.

## Albums studio
| Année                                                                          | Informations                                                                                        | Meilleure place dans les charts | Meilleure place dans les charts | Meilleure place dans les charts | Meilleure place dans les charts | Meilleure place dans les charts | Certifications |
| Année                                                                          | Informations                                                                                        | UK                              | NLD                             | NZ                              | US                              | US R&B                          | Certifications |
| ------------------------------------------------------------------------------ | --------------------------------------------------------------------------------------------------- | ------------------------------- | ------------------------------- | ------------------------------- | ------------------------------- | ------------------------------- | -------------- |
| 1984                                                                           | A Little Spice - Premier album studio - Date de sortie : 25 mai 1984 - Labels : Virgin, MCA         | 46                              | —                               | —                               | 46                              | 5                               |                |
| 1985                                                                           | So Where Are You? - Deuxième album studio - Date de sortie : 10 août 1985 - Label : Virgin          | 13                              | —                               | 33                              | —                               | —                               | - BPI: Silver  |
| 1986                                                                           | Zagora - Troisième album studio - date de sortie : 7 mai 1986 - Labels : Virgin, MCA                | 15                              | —                               | —                               | 59                              | 7                               | - BPI: Silver  |
| 1988                                                                           | The Real Chuckeeboo - Quatrième album studio - date de sortie : 18 juin 1988 - Labels : Virgin, MCA | 52                              | 66                              | —                               | 80                              | 16                              |                |
| 1990                                                                           | Look How Long - Cinquième album studio - date de sortie : 16 septembre 1990 - Labels : 10, MCA      | 19                              | —                               | —                               | 124                             | 28                              | - BPI: Silver  |
| « — » signifie que l'album n'a pas été classé ou n'est pas sorti dans ce pays. | |                                 |                                 |                                 |                                 |                                 |                |